# Piledriver (album)
Piledriver è il quinto album del gruppo rock britannico Status Quo, pubblicato per la prima volta nel dicembre del 1972.

## Il disco

### Concezione
Nel 1972, grazie al successo ottenuto con gli spettacoli dal vivo (in particolare, nel mese di agosto al festival di Reading), gli Status Quo vengono scritturati dalla Vertigo Records. Avendo del nuovo materiale già disponibile, la band si mette subito all'opera per registrare un nuovo album di studio ma chiede che la nuova etichetta acconsenta all'autoproduzione del lavoro, senza interferenze di sorta.

### Contenuti
La libertà nella scelta della direzione artistica porta la band a esplorare una formula stilistica più cruda e audace non solo per la rinuncia (pressoché definitiva) ad ogni genere di riferimento politico e sociale nei testi quanto, soprattutto, per la decisione di racchiudere in sala d'incisione la magia e l'atmosfera del nuovo ruvido sound sviluppato nei concerti dal vivo, muovendosi su un duplice binario di suoni e melodie: a brani energici e potenti - Big Fat Mama, Paper Plane - si uniscono pezzi soft e malinconici come A Year e All the Reasons, in un prodotto finale dal taglio stilistico molto ben definito e bilanciato.

### Accoglienza
Accolto dalla critica britannica dell'epoca in maniera alquanto negativa per l'eccessiva immediatezza dei toni e il troppo disimpegno, Piledriver viene nel tempo fortemente rivalutato ed è oggi considerato un album seminale, capace di evolvere uno stile e influenzare generazioni di musicisti.
L'album sale al quinto posto delle classifiche inglesi, nelle quali staziona per 37 settimane consecutive. Negli anni seguenti, grazie anche al boom degli album successivi, ritorna di nuovo in classifica.
Con Piledriver gli Status Quo aprono un lungo periodo dorato marcato da una sterminata serie di successi: restano accasati con l'etichetta Vertigo Records per altri due decenni, superando i cento milioni di dischi venduti.
Singoli: Paper Plane (n. 8 UK).

## Tracce
Lato A
1. Don't Waste My Time – 4:18 (Rossi/Young)
2. Oh Baby – 4:33 (Rossi/Parfitt)
3. A Year – 5:50 (Lancaster/Frost)
4. Unspoken Words – 5:10 (Rossi/Young)

Lato B
1. Big Fat Mama – 5:53 (Rossi/Parfitt)
2. Paper Plane – 2:57 (Rossi/Young)
3. All the Reason – 3:43 (Parfitt/Lancaster)
4. Roadhouse Blues – 7:28 (Doors)

Tracce bonus dell'edizione CD 2005
1. Don't Waste My Time (Live) – 4:18 (Rossi/Young)

## Deluxe Edition 2014
Il 24 marzo 2014, viene pubblicata la deluxe edition dell'album contenente due CD.
Nel primo disco viene riprodotto fedelmente l'album del 1972, con il sound completamente restaurato e rimasterizzato.
Nel secondo CD sono inclusi vari pezzi dal vivo tratti da concerti registrati per la BBC tra il 1972 e il 1973.
Il libretto, oltre a varie foto del periodo di incisione dell'album, contiene delle ampie note illustrative redatte a cura di Dave Ling, critico delle riviste musicali britanniche Classic Rock e Metal Hammer.

### Tracce Deluxe Edition
CD 1
Contiene l'album originale del 1972, in versione restaurata e rimasterizzata.
1. Don't Waste My Time – 4:18 (Rossi/Young)
2. Oh Baby – 4:33 (Rossi/Parfitt)
3. A Year – 5:50 (Lancaster/Frost)
4. Unspoken Words – 5:10 (Rossi/Young)
5. Big Fat Mama – 5:53 (Rossi/Parfitt)
6. Paper Plane – 2:57 (Rossi/Young)
7. All the Reason – 3:43 (Parfitt/Lancaster)
8. Roadhouse Blues – 7:28 (Doors)

CD 2
Contiene vari pezzi dal vivo tratti da concerti registrati per la BBC tra il 1972 e 1973.
1. Don't Waste My Time (BBC, Sounds of the Seventies, Londra 1972) – 4:24 (Rossi/Young)
2. Oh Baby (BBC, Sounds of the Seventies, Londra 1972) – 4:26 (Rossi/Parfitt)
3. Unspoken Words (BBC, Sounds of the Seventies, Londra 1972) – 5:06 (Rossi/Young)
4. Paper Plane (BBC, Sounds of the Seventies, Londra 1972) – 3:00 (Rossi/Young)
5. Softer Ride (BBC, Sounds of the Seventies, Londra 1972) – 4:03 (Lancaster/Parfitt)
6. Paper Plane (John Peel BBC Session, Londra 1973) – 2:57 (Rossi/Young)
7. Don't Waste My Time (John Peel BBC Session, Londra 1973) – 4:20 (Rossi/Young)
8. Junior's Wailing (BBC in Concert, Paris Theatre, Londra 1973) – 3:35 (White/Pugh)
9. Someone's Learning (BBC in Concert, Paris Theatre, Londra 1973) – 8:08 (Lancaster)
10. In My Chair (BBC in Concert, Paris Theatre, Londra 1973) – 3:45 (Rossi/Young)
11. Railroad (BBC in Concert, Paris Theatre, Londra 1973) – 6:14 (Rossi/Young)
12. Don't Waste My Time (BBC in Concert, Paris Theatre, Londra 1973) – 4:31 (Rossi/Young)
13. Paper Plane (BBC in Concert, Paris Theatre, Londra 1973) – 3:38 (Rossi/Young)
14. Roadhouse Blues (BBC in Concert, Paris Theatre, Londra 1973) – 15:48 (Doors)
15. Bye Bye Johnny (BBC in Concert, Paris Theatre, Londra 1973) – 5:15 (Berry)

## Formazione
- Francis Rossi (chitarra solista, voce, chitarra a dodici corde)
- Rick Parfitt (chitarra ritmica, voce)
- Alan Lancaster (basso, voce, chitarra a dodici corde)
- John Coghlan (percussioni)

## Altri musicisti
- Bob Young (armonica a bocca)
- Jimmy Horowitz (piano)

## British album chart
| "Piledriver" nelle classifiche inglesi - ingresso: 20-01-1973 | "Piledriver" nelle classifiche inglesi - ingresso: 20-01-1973 | "Piledriver" nelle classifiche inglesi - ingresso: 20-01-1973 | "Piledriver" nelle classifiche inglesi - ingresso: 20-01-1973 | "Piledriver" nelle classifiche inglesi - ingresso: 20-01-1973 | "Piledriver" nelle classifiche inglesi - ingresso: 20-01-1973 | "Piledriver" nelle classifiche inglesi - ingresso: 20-01-1973 | "Piledriver" nelle classifiche inglesi - ingresso: 20-01-1973 | "Piledriver" nelle classifiche inglesi - ingresso: 20-01-1973 | "Piledriver" nelle classifiche inglesi - ingresso: 20-01-1973 | "Piledriver" nelle classifiche inglesi - ingresso: 20-01-1973 | "Piledriver" nelle classifiche inglesi - ingresso: 20-01-1973 | "Piledriver" nelle classifiche inglesi - ingresso: 20-01-1973 | "Piledriver" nelle classifiche inglesi - ingresso: 20-01-1973 | "Piledriver" nelle classifiche inglesi - ingresso: 20-01-1973 | "Piledriver" nelle classifiche inglesi - ingresso: 20-01-1973 | "Piledriver" nelle classifiche inglesi - ingresso: 20-01-1973 | "Piledriver" nelle classifiche inglesi - ingresso: 20-01-1973 | "Piledriver" nelle classifiche inglesi - ingresso: 20-01-1973 | "Piledriver" nelle classifiche inglesi - ingresso: 20-01-1973 | "Piledriver" nelle classifiche inglesi - ingresso: 20-01-1973 | "Piledriver" nelle classifiche inglesi - ingresso: 20-01-1973 | "Piledriver" nelle classifiche inglesi - ingresso: 20-01-1973 | "Piledriver" nelle classifiche inglesi - ingresso: 20-01-1973 | "Piledriver" nelle classifiche inglesi - ingresso: 20-01-1973 | "Piledriver" nelle classifiche inglesi - ingresso: 20-01-1973 | "Piledriver" nelle classifiche inglesi - ingresso: 20-01-1973 | "Piledriver" nelle classifiche inglesi - ingresso: 20-01-1973 | "Piledriver" nelle classifiche inglesi - ingresso: 20-01-1973 | "Piledriver" nelle classifiche inglesi - ingresso: 20-01-1973 | "Piledriver" nelle classifiche inglesi - ingresso: 20-01-1973 | "Piledriver" nelle classifiche inglesi - ingresso: 20-01-1973 | "Piledriver" nelle classifiche inglesi - ingresso: 20-01-1973 | "Piledriver" nelle classifiche inglesi - ingresso: 20-01-1973 | "Piledriver" nelle classifiche inglesi - ingresso: 20-01-1973 |    |    |    |        |
| Settimana                                                     | 01                                                            | 02                                                            | 03                                                            | 04                                                            | 05                                                            | 06                                                            | 07                                                            | 08                                                            | 09                                                            | 10                                                            | 11                                                            | 12                                                            | 13                                                            | 14                                                            | 15                                                            | 16                                                            | 17                                                            | 18                                                            | 19                                                            | 20                                                            | 21                                                            | 22                                                            | 23                                                            | 24                                                            | 25                                                            | 26                                                            | 27                                                            | 28                                                            | 29                                                            | 30                                                            | 31                                                            | 32                                                            | 33                                                            | 34                                                            | 35 | 36 | 37 |        |
| ------------------------------------------------------------- | ------------------------------------------------------------- | ------------------------------------------------------------- | ------------------------------------------------------------- | ------------------------------------------------------------- | ------------------------------------------------------------- | ------------------------------------------------------------- | ------------------------------------------------------------- | ------------------------------------------------------------- | ------------------------------------------------------------- | ------------------------------------------------------------- | ------------------------------------------------------------- | ------------------------------------------------------------- | ------------------------------------------------------------- | ------------------------------------------------------------- | ------------------------------------------------------------- | ------------------------------------------------------------- | ------------------------------------------------------------- | ------------------------------------------------------------- | ------------------------------------------------------------- | ------------------------------------------------------------- | ------------------------------------------------------------- | ------------------------------------------------------------- | ------------------------------------------------------------- | ------------------------------------------------------------- | ------------------------------------------------------------- | ------------------------------------------------------------- | ------------------------------------------------------------- | ------------------------------------------------------------- | ------------------------------------------------------------- | ------------------------------------------------------------- | ------------------------------------------------------------- | ------------------------------------------------------------- | ------------------------------------------------------------- | ------------------------------------------------------------- | -- | -- | -- | ------ |
| Posizione                                                     | 23                                                            | 16                                                            | 12                                                            | 14                                                            | 5                                                             | 14                                                            | 8                                                             | 20                                                            | 13                                                            | 16                                                            | 15                                                            | 16                                                            | 18                                                            | 20                                                            | 16                                                            | 23                                                            | 25                                                            | 39                                                            | 33                                                            | 43                                                            | 44                                                            | 38                                                            | 50                                                            | 30                                                            | 42                                                            | 47                                                            | 29                                                            | 33                                                            | 35                                                            | 42                                                            | 41                                                            | 30                                                            | 50                                                            | 38                                                            | 44 | 44 | 48 | uscito |